# Bergduvor
Bergduvor (Gymnophaps) är ett släkte med fåglar i familjen duvor inom ordningen duvfåglar som återfinns i Moluckerna, på Nya Guinea och Salomonöarna. Släktet bergduvor omfattar fyra arter:
- Papuabergduva (G. albertisii)
- Burubergduva (G. mada)
- Serambergduva (G. stalkeri)
- Blek bergduva (G. solomonensis)